# Ral·li d'Andalusia
El Ral·li d'Andalusia, oficialment Andalucía Rally, és una prova de ral·li raid que es disputa anualment a Andalusia des de l'any 2020. Forma part de la Copa del Món de Ral·lis Raid organitzada per la Federació Internacional d'Automobilisme.
El recorregut es realitza per diferents regions de la comunitat com Sevilla, Màlaga, Huelva o Cadis, tenint com a centre logístic la localitat de Dos Hermanas. La idea sobre aquest ral·li raid va sorgir en plena pandèmia de covid-19 per iniciativa de David Castera, responsable també del Ral·li Dakar, per substituir al Ral·li del Marroc dins de la Copa del Món de Ral·lis Raid.
El pilot amb major número de victòries en la categoria de cotxes és Nasser Al-Attiyah amb dues victòries, mentres que en la categoria de motos, tant Kevin Benavides com el castellonenc Joan Barreda i el francès Adrien van Beveren tenen una victòria cadascú.

## Palmarès
A 1 de gener de 2025

### Cotxes
| Any                    | Pilot             | Copilot         | Vehicle        | Ref.  |
| ---------------------- | ----------------- | --------------- | -------------- | ----- |
| 2020                   | Nasser Al-Attiyah | Matthieu Baumel | Toyota Hilux   | [ 2 ] |
| 2021                   | Nasser Al-Attiyah | Matthieu Baume  | Toyota Hilux   | [ 3 ] |
| 2022                   | Sébastien Loeb    | Fabian Lurquin  | BRX Hunter T1+ | [ 4 ] |
| 2023-2024: No disputat |                   |                 |                |       |

### Motos
| Any                    | Pilot              | Moto               | Ref.  |
| ---------------------- | ------------------ | ------------------ | ----- |
| 2020                   | Kevin Benavides    | Honda CRF450 Rally | [ 5 ] |
| 2021                   | Joan Barreda       | Honda CRF450 Rally | [ 6 ] |
| 2022                   | Adrien van Beveren | Honda CRF450 Rally | [ 7 ] |
| 2023-2024: No disputat |                    |                    |       |